# Danh sách tòa nhà cao nhất Seoul

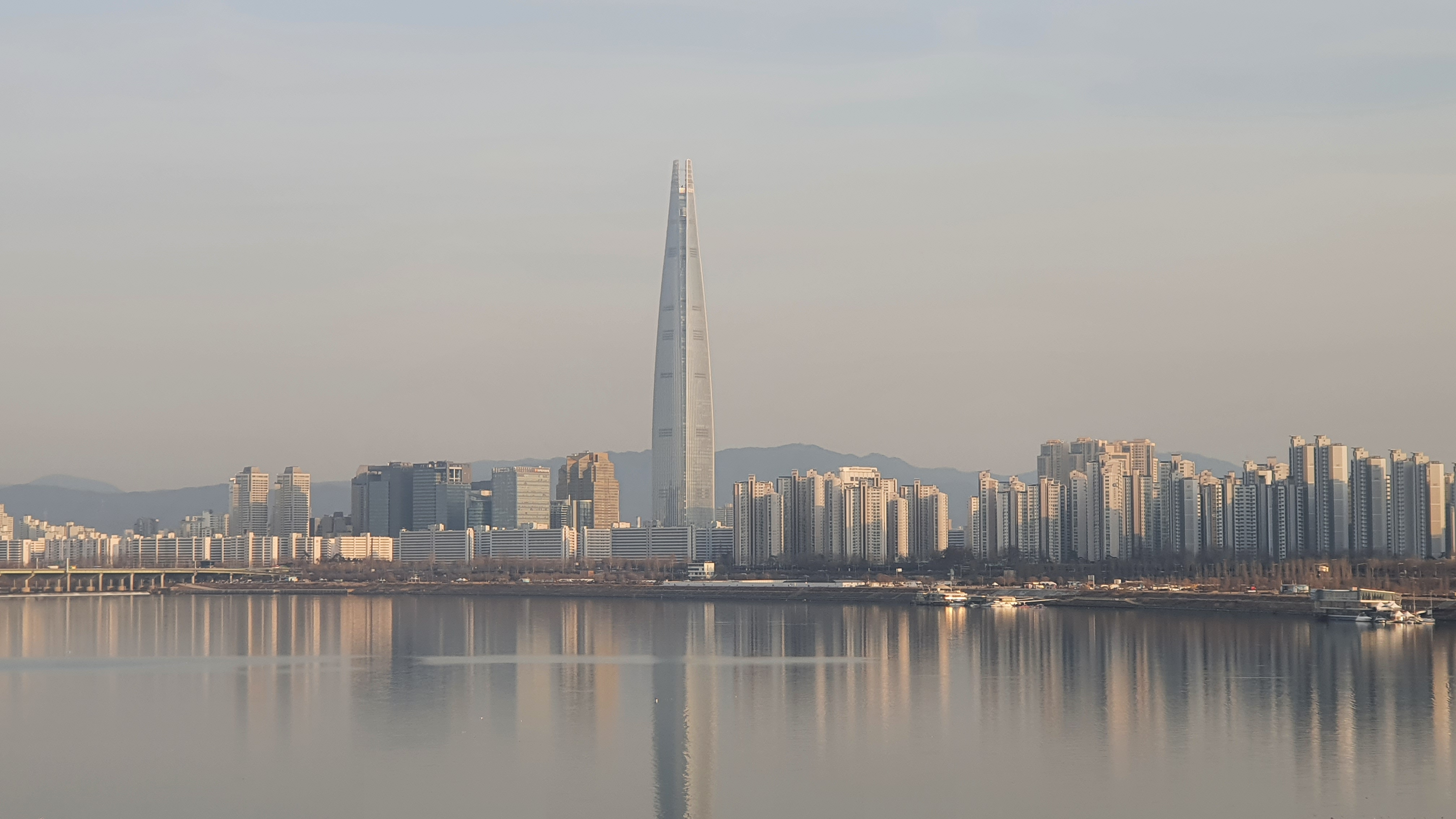
Đừong chân trời quận Songpa với tòa nhà cao thứ 6 thế giới - Lotte World Tower.

Đây là danh sách tòa nhà cao nhất Seoul xếp hạng các tòa nhà chọc trời tại thủ đô Seoul, Hàn Quốc theo chiều cao. Tòa nhà cao nhất trong thành phố hiện tại là Lotte World Tower 554.5m (1,819 ft) với 123 tầng.
Các tòa nhà nhất của Seoul tập trung tại bốn khu vực: Khu trung tâm cũ dọc trục đường Jongno, khu kinh và tài chính mới trải dài theo đường Teheran tại Gangnam, khu trung tâm tài chính và chính trị trên đảo Yeouido thuộc quận Yeongdeungpo, khu nhà giàu phường Dogok, Gangnam.

## Tòa nhà cao nhất
Danh sách này bao gồm tất cả các tòa nhà đã hoàn thành hoặc đã cất nóc có chiều cao trên 150m tại Seoul. Không bao gồm các tòa nhà có chiều cao được làm tròn đến 150m, các tòa nhà có phần anten trên 150m nhưng phần cấu trúc lại thấp hơn 150m. Các ngọn tháp chẳng hạn như N Seoul Tower cũng sẽ không được liệt kê trong danh sách.
| Hạng | Tòa nhà                             | Hình ảnh | Quận         | Chiều cao (m) | Chiều cao (ft) | Số tầng | Năm hoàn thành | Ghi chú                                                                                                |
| ---- | ----------------------------------- | --- | ------------ | ------------- | -------------- | ------- | -------------- | --- |
| 1    | Lotte World Tower                   | Lotte World Tower for Wiki.jpg | Songpa       | 554,5         | 1819           | 123     | 2017           | Tòa nhà cao nhất quận Songpa, thành phố Seoul và cả Hàn Quốc. Đồng thời là tòa nhà cao thứ 6 thế giới. |
| 2    | Parc1 A                             | November 2019 Yeouido 02.jpg | Yeongdeungpo | 333           | 1056           | 67      | 2020           | Tòa nhà cao nhất quận Yeongdeungpo.                                                                    |
| 3    | Trung tâm Tài chính Quốc tế số 3    | | Yeongdeungpo | 284           | 932            | 55      | 2012           | [ 3 ]                                                                                                  |
| 4    | Tower Palace Three G                | 구룡산 국수봉 전망대에서 본 서울전경.jpg | Gangnam      | 263,7         | 865            | 73      | 2004           | Tòa nhà cao nhất quận Gangnam.                                                                         |
| 5    | Tháp Hyperion A                     | Mok-dong Hyperion.jpg | Yangcheon    | 256           | 840            | 69      | 2003           | Tòa nhà cao nhất quận Yangcheon.                                                                       |
| 5    | Parc1 B                             | November 2019 Yeouido 02.jpg | Yeongdeungpo | 256           | 811            | 51      | 2020           | [ 6 ]                                                                                                  |
| 7    | Tòa nhà 63                          | 63 Building - panoramio.jpg | Yeongdeungpo | 249,6         | 819            | 60      | 1985           | [ 7 ]                                                                                                  |
| 8    | FKI Tower                           | | Yeongdeungpo | 245,5         | 805            | 50      | 2013           | [ 8 ]                                                                                                  |
| 9    | Tháp Hyperion B                     | Mok-dong Hyperion.jpg | Yangcheon    | 239,3         | 785            | 63      | 2003           | [ 5 ]                                                                                                  |
| 10   | Tower Palace One B                  | | Gangnam      | 233,8         | 767            | 66      | 2002           | [ 4 ]                                                                                                  |
| 11   | Trade Tower                         | September Asia by Night - Visit Space Center City Seoul Korea - Master Earth Photography 2012 free Bradley Manning, free british way to life - Kong - panoramio.jpg | Gangnam      | 228           | 748            | 55      | 1988           | [ 9 ]                                                                                                  |
| 12   | Lotte Castle SKY-L65 B              | | Dongdaemun   | 226,5         | 743            | 65      | 2023           | Tòa nhà cao nhất quận Dongdaemun.                                                                      |
| 12   | Lotte Castle SKY-L65 D              | | Dongdaemun   | 226,5         | 743            | 65      | 2023           | Tòa nhà cao nhất quận Dongdaemun.                                                                      |
| 14   | Lotte Castle SKY-L65 A              | | Dongdaemun   | 223,1         | 732            | 64      | 2023           | [ 12 ]                                                                                                 |
| 15   | Lotte Castle SKY-L65 C              | | Dongdaemun   | 219,7         | 721            | 63      | 2023           | [ 13 ]                                                                                                 |
| 16   | Tower Palace One A                  | | Gangnam      | 209,1         | 686            | 59      | 2002           | [ 4 ]                                                                                                  |
| 16   | Tower Palace One C                  | Gangnam | 209,1        | 686           | 59             | 2002    | [ 4 ]          | |
| 18   | Trung tâm Tài chính Gangnam         | | Gangnam      | 204           | 669            | 45      | 2001           | [ 14 ]                                                                                                 |
| 19   | Samsung Electronics Tower           | | Seocho       | 203           | 666            | 44      | 2008           | Tòa nhà cao nhất quận Seocho.                                                                          |
| 20   | Tháp Hyperion C                     | Mok-dong Hyperion.jpg | Yangcheon    | 201,2         | 660            | 54      | 2003           | [ 5 ]                                                                                                  |
| 21   | Raemian Caelitus 101                | N Seoul Tower and Raemian Caelitus.jpg | Yongsan      | 201           | 659            | 56      | 2015           | Tòa nhà cao nhất quận Yongsan.                                                                         |
| 22   | Acro Seoul Forest A                 | | Seongdong    | 199,9         | 656            | 49      | 2021           | Tòa nhà cao nhất quận Seongdong.                                                                       |
| 22   | Acro Seoul Forest B                 | Seongdong | 199,9        | 656           | 49             | 2021    |                | Tòa nhà cao nhất quận Seongdong.                                                                       |
| 24   | Conrad Seoul                        | November 2019 Yeouido 02.jpg | Yeongdeungpo | 199,4         | 654            | 38      | 2012           | [ 3 ]                                                                                                  |
| 25   | Lotte Castle SKY-L65 Landmark Tower | | Dongdaemun   | 199           | 653            | 42      | 2023           | [ 19 ]                                                                                                 |
| 26   | The Sharp Star City A               | Seoul Campus.jpg | Gwangjin     | 196           | 643            | 58      | 2006           | Tòa nhà cao nhất quận Gwangjin.                                                                        |
| 26   | The Classic 500 A                   | Seoul Campus.jpg | Gwangjin     | 196           | 643            | 58      | 2008           | [ 20 ]                                                                                                 |
| 28   | Hanyang Sujain Gratte-ciel 101      | | Dongdaemun   | 192           | 630            | 59      | 2023           | Đã cất nóc. Dự kiến sẽ hoàn thành vào tháng 5 năm 2023.                                                |
| 29   | Tower Palace Two E                  | | Gangnam      | 191,1         | 627            | 55      | 2003           | [ 4 ]                                                                                                  |
| 29   | Tower Palace Two F                  | Gangnam | 191,1        | 627           | 55             | 2003    | [ 4 ]          | |
| 31   | D-Cube City Tower                   | | Guro         | 189,7         | 622            | 44      | 2011           | Tòa nhà cao nhất quận Guro.                                                                            |
| 32   | Techno Mart 21                      | Olympic Bridge panorama.jpg | Gwangjin     | 189           | 620            | 39      | 1998           | [ 23 ]                                                                                                 |
| 33   | G-Tower                             | | Guro         | 186,3         | 611            | 39      | 2020           | [ 24 ]                                                                                                 |
| 34   | Mokdong Trapalace A                 | Dorimcheon, looking downstream (west) towards Anyangcheon.jpg | Yangcheon    | 185,7         | 609            | 49      | 2009           | [ 25 ]                                                                                                 |
| 35   | D-Cube City Residence A             | SIndorim Station & D Cube City.jpg | Guro         | 185,6         | 609            | 51      | 2011           | [ 22 ]                                                                                                 |
| 35   | D-Cube City Residence B             | SIndorim Station & D Cube City.jpg | Guro         | 185,6         | 609            | 51      | 2011           | [ 22 ]                                                                                                 |
| 37   | Sangbong Premier's AMCO A           | | Jungnang     | 184,7         | 606            | 47      | 2013           | Tòa nhà cao nhất quận Jungnang.                                                                        |
| 38   | Trung tâm Tài chính Quốc tế số 1    | | Yeongdeungpo | 184,5         | 605            | 32      | 2012           | [ 3 ]                                                                                                  |
| 39   | Parnas Tower                        | | Gangnam      | 183,5         | 602            | 39      | 2016           | [ 27 ]                                                                                                 |
| 40   | Mokdong Trapalace C                 | Dorimcheon, looking downstream (west) towards Anyangcheon.jpg | Yangcheon    | 182,5         | 599            | 48      | 2009           | [ 25 ]                                                                                                 |
| 41   | Shindorim Techno Mart               | | Guro         | 182           | 597            | 40      | 2008           | [ 28 ]                                                                                                 |
| 41   | Hanyang Sujain Gratte-ciel 104      | | Dongdaemun   | 182           | 597            | 56      | 2023           | Đã cất nóc. Dự kiến sẽ hoàn thành vào tháng 5 năm 2023.                                                |
| 43   | Hanyang Sujain Gratte-ciel 102      | | Dongdaemun   | 179           | 587            | 55      | 2023           | Đã cất nóc. Dự kiến sẽ hoàn thành vào tháng 5 năm 2023.                                                |
| 44   | The Classic 500 B                   | Seoul Campus.jpg | Gwangjin     | 177           | 581            | 50      | 2008           | [ 20 ]                                                                                                 |
| 45   | ASEM Tower                          | | Gangnam      | 176,5         | 579            | 42      | 1992           | [ 31 ]                                                                                                 |
| 46   | Trung tâm Tài chính Quốc tế số 2    | 스텝스톤한국사무소.jpg | Yeongdeungpo | 175,5         | 576            | 29      | 2012           | [ 3 ]                                                                                                  |
| 47   | Boramae Chereville                  | South Korea, Seoul, Dongjak-gu, Sindaebang-dong, 395-65 보라매현대아파트 - panoramio.jpg                                                                            | Dongjak      | 174           | 571            | 49      | 2002           | Tòa nhà cao nhất quận Dongjak.                                                                         |
| 48   | GS Tower                            | | Gangnam      | 173           | 568            | 38      | 1998           | [ 33 ]                                                                                                 |
| 48   | The Sharp Star City C               | Seoul Campus.jpg | Gwangjin     | 173           | 568            | 50      | 2006           | [ 20 ]                                                                                                 |
| 50   | Galleria Foret 101                  | | Seongdong    | 171,5         | 563            | 45      | 2011           | [ 34 ]                                                                                                 |
| 50   | Galleria Foret 102                  | | Seongdong    | 171,5         | 563            | 45      | 2011           | [ 34 ]                                                                                                 |
| 52   | Hyundai 41 Tower                    | | Yangcheon    | 168           | 551            | 41      | 2001           | [ 35 ]                                                                                                 |
| 52   | Brighten Yeouido 101                | | Yeongdeungpo | 168           | 551            | 49      | 2023           | Đã cất nóc. Dự kiến sẽ hoàn thành vào tháng 4 năm 2023.                                                |
| 52   | Brighten Yeouido 102                | | Yeongdeungpo | 168           | 551            | 49      | 2023           | Đã cất nóc. Dự kiến sẽ hoàn thành vào tháng 4 năm 2023.                                                |
| 52   | Brighten Yeouido 103                | | Yeongdeungpo | 168           | 551            | 49      | 2023           | Đã cất nóc. Dự kiến sẽ hoàn thành vào tháng 4 năm 2023.                                                |
| 52   | Brighten Yeouido Office             | Yeouido 11.jpg | Yeongdeungpo | 168           | 551            | 32      | 2023           | Đã cất nóc. Dự kiến sẽ hoàn thành vào tháng 4 năm 2023.                                                |
| 57   | Academy Sweet                       | Seoul Aerial Shot 10.jpg | Gangnam      | 167,2         | 549            | 51      | 2004           | [ 40 ]                                                                                                 |
| 58   | Raemian Caelitus 102                | N Seoul Tower and Raemian Caelitus.jpg | Yongsan      | 166           | 545            | 42      | 2015           | [ 41 ]                                                                                                 |
| 59   | SeAH Tower                          | | Mapo         | 164           | 538            | 34      | 2012           | Tòa nhà cao nhất quận Mapo.                                                                            |
| 60   | Daelim Acrovill 1                   | View of YangJe-Cheon.jpg | Gangnam      | 163,1         | 535            | 46      | 1999           | [ 43 ]                                                                                                 |
| 60   | Daelim Acrovill 2                   | View of YangJe-Cheon.jpg | Gangnam      | 163,1         | 535            | 46      | 1999           | [ 43 ]                                                                                                 |
| 62   | Hanyang Sujain Gratte-ciel 103      | | Dongdaemun   | 163           | 535            | 50      | 2023           | Đã cất nóc. Dự kiến sẽ hoàn thành vào tháng 5 năm 2023.                                                |
| 63   | Mokdong Trapalace B                 | Dorimcheon, looking downstream (west) towards Anyangcheon.jpg | Yangcheon    | 162,8         | 534            | 42      | 2009           | [ 25 ]                                                                                                 |
| 64   | Hyundai Superville D                | | Seocho       | 162           | 531            | 46      | 2003           | [ 45 ]                                                                                                 |
| 65   | SK Building                         | | Jongno       | 160,3         | 526            | 38      | 2000           | Tòa nhà cao nhất quận Jongno.                                                                          |
| 66   | Seed Cube Changdong                 | | Dobong       | 160           | 525            | 49      | 2023           | Tòa nhà cao nhất quận Dobong.                                                                          |
| 67   | Mokdong Trapalace D                 | Dorimcheon, looking downstream (west) towards Anyangcheon.jpg | Yangcheon    | 159,6         | 524            | 41      | 2009           | [ 25 ]                                                                                                 |
| 68   | The Sharp Star City D               | Seoul Campus.jpg | Gwangjin     | 159           | 522            | 45      | 2006           | [ 20 ]                                                                                                 |
| 68   | Sangbong Premier's AMCO B           | | Jungnang     | 159           | 522            | 43      | 2013           | [ 26 ]                                                                                                 |
| 68   | Sangbong Premier's AMCO C           | | Jungnang     | 159           | 522            | 43      | 2013           | [ 26 ]                                                                                                 |
| 71   | Josun Palace                        | | Gangnam      | 158,9         | 521            | 37      | 2020           | [ 48 ]                                                                                                 |
| 71   | Yeoksam Center Field                | | Gangnam      | 158,9         | 521            | 37      | 2020           | [ 48 ]                                                                                                 |
| 73   | I-Park Tower 103                    | Teheran-ro Yeongdong-daero crossing 2.jpg | Gangnam      | 158,6         | 520            | 46      | 2004           | [ 49 ]                                                                                                 |
| 74   | DB Finance Building                 | Avenue in Gangnam (2533873636).jpg | Gangnam      | 158,3         | 519            | 35      | 2001           | [ 50 ]                                                                                                 |
| 75   | Yeongdeungpo SK Leaders View 1      | | Yeongdeungpo | 157,9         | 518            | 41      | 2007           | [ 51 ]                                                                                                 |
| 76   | D Tower                             | | Seongdong    | 157,5         | 517            | 35      | 2020           | [ 52 ]                                                                                                 |
| 77   | Trimage 101                         | Seongsu Bridge and Lotte World Tower.jpg | Seongdong    | 157,1         | 515            | 47      | 2017           | [ 53 ]                                                                                                 |
| 78   | Yeouido Post Tower                  | | Yeongdeungpo | 156,8         | 514            | 33      | 2020           | [ 54 ]                                                                                                 |
| 79   | Doosan Tower                        | | Jongno       | 156,1         | 512            | 34      | 1998           | [ 55 ]                                                                                                 |
| 80   | I-Park Tower 101                    | Teheran-ro Yeongdong-daero crossing 2.jpg | Gangnam      | 155,6         | 510            | 45      | 2004           | [ 49 ]                                                                                                 |
| 81   | Sangbong Duo Turris A               | ROK National Route 6 Manguro Mangu Crossroad(Westward Dir) 1.jpg | Jungnang     | 155           | 509            | 41      | 2016           | [ 56 ]                                                                                                 |
| 81   | Sangbong Duo Turris B               | ROK National Route 6 Manguro Mangu Crossroad(Westward Dir) 1.jpg | Jungnang     | 155           | 509            | 41      | 2016           | [ 57 ]                                                                                                 |
| 81   | Yongsan Prugio Summit Officetel     | | Yongsan      | 155           | 509            | 39      | 2017           | [ 58 ]                                                                                                 |
| 84   | Brownstone Seoul 101                | | Jongno       | 154,4         | 507            | 39      | 2006           | [ 59 ]                                                                                                 |
| 85   | S-Trenue                            | | Yeongdeungpo | 154,1         | 506            | 36      | 2009           | [ 60 ]                                                                                                 |
| 86   | East Central Tower                  | | Gangdong     | 154           | 505            | 36      | 2017           | [ 61 ]                                                                                                 |
| 87   | Trimage 102                         | Seongsu Bridge and Lotte World Tower.jpg | Seongdong    | 153,6         | 504            | 46      | 2017           | [ 62 ]                                                                                                 |
| 88   | Tower Palace One D                  | 구룡산 국수봉 전망대에서 본 서울전경.jpg | Gangnam      | 153           | 502            | 42      | 2002           | [ 4 ]                                                                                                  |
| 88   | Samsung Life Insurance Tower        | | Seocho       | 153           | 502            | 34      | 2008           | [ 15 ]                                                                                                 |
| 88   | The Asset                           | Seocho | 153          | 502           | 34             | 2008    | [ 15 ]         | |
| 91   | Yeouido Richensia A                 | Yeouido, view from highway.jpg | Yeongdeungpo | 150,9         | 495            | 40      | 2003           | [ 63 ]                                                                                                 |
| 92   | Raemian Gangdong Palace 101         | | Gangdong     | 150,6         | 494            | 45      | 2017           | [ 61 ]                                                                                                 |
| 93   | Trimage 104                         | Seongsu Bridge and Lotte World Tower.jpg | Seongdong    | 150,5         | 494            | 36      | 2017           | [ 64 ]                                                                                                 |
| 94   | Co-op Starclass 101                 | | Seongbuk     | 150,4         | 493            | 41      | 2010           | Tòa nhà cao nhất quận Seongbuk.                                                                        |
| 95   | Yeongdeungpo SK Leaders View 2      | | Yeongdeungpo | 150,3         | 493            | 39      | 2007           | [ 51 ]                                                                                                 |
| 96   | Lotte Hotel Seoul                   | | Jung         | 150,2         | 493            | 37      | 1981           | Tòa nhà cao nhất quận Jung.                                                                            |
| 97   | Namsan Trapalace                    | South View of Seoul from Namsan Park, Korea.jpg | Jung         | 150           | 492            | 37      | 2010           | [ 67 ]                                                                                                 |
| 97   | Dongil High Vil New City 1          | | Seongbuk     | 150           | 492            | 36      | 2011           | [ 68 ]                                                                                                 |
| 97   | Centerville Asterium B              | | Yongsan      | 150           | 492            | 35      | 2013           | [ 69 ]                                                                                                 |
| 97   | Centerville Asterium C              | | Yongsan      | 150           | 492            | 35      | 2013           | [ 69 ]                                                                                                 |
| 97   | KDB Life Tower                      | | Yongsan      | 150           | 492            | 30      | 2013           | [ 70 ]                                                                                                 |
| 97   | T Tower                             | South View of Seoul from Namsan Park, Korea.jpg | Jung         | 150           | 492            | 28      | 2013           | [ 67 ]                                                                                                 |
| 97   | Seoul Forest The Sharp 101          | | Seongdong    | 150           | 492            | 42      | 2014           | [ 71 ]                                                                                                 |
| 97   | Gangdong Herrscher 1101             | | Gangdong     | 150           | 492            | 41      | 2015           | [ 72 ]                                                                                                 |
| 97   | Gangdong Herrscher 1102             | | Gangdong     | 150           | 492            | 41      | 2015           | [ 72 ]                                                                                                 |
| 97   | Raemian Caelitus 103                | N Seoul Tower and Raemian Caelitus.jpg | Yongsan      | 150           | 492            | 36      | 2015           | [ 41 ]                                                                                                 |
| 97   | Seoul Dragon City                   | | Yongsan      | 150           | 492            | 40      | 2017           | [ 73 ]                                                                                                 |
| 97   | Yongsan Prugio Summit 101           | | Yongsan      | 150           | 492            | 38      | 2017           | [ 58 ]                                                                                                 |
| 97   | Central Park Tower                  | | Yongsan      | 150           | 492            | 34      | 2020           | [ 74 ]                                                                                                 |

## Tòa nhà cao nhất đang được xây dựng, đề xuất hoặc phê duyệt
Đây là danh sách nhà cao ốc của Seoul cao hơn 150m hiện đang được xây dựng hoặc đề xuất/phê duyệt cho công trình.

### Đang xây dựng
| Tên                                     | Cao* m / feet | Tầng | Năm  | Ghi chú       |
| --------------------------------------- | ------------- | ---- | ---- | ------------- |
| Samsung Parc Tower A                    | 338 / 1,108   | 75   | -    | Đang chờ      |
| Samsung Parc Tower B                    | 261 / 855     | 52   | -    | Đang chờ      |
| Seoul Forest E-Convenient World Tower 1 | 207 / 679     | 51   | -    | Đang chờ      |
| Seoul Forest E-Convenient World Tower 2 | 207 / 679     | 51   | -    | Đang chờ      |
| Ichon Rex Tower A                       | 201 / 659     | 52   | -    | Đang chờ      |
| Sangbong Premier's AMCO Tower 1         | 185 / 606     | 47   | 2013 | Đang xây dựng |
| Kookmin Bank Headquarter                | 172           | 39   | 2013 | Đang chờ      |
| Sangbong Premier's AMCO Tower 2         | 159           | 43   | 2013 | Đang xây dựng |
| Sangbong Premier's AMCO Tower 3         | 159           | 43   | 2013 | Đang xây dựng |
| Daewang Corporate Headquarter           | 152           | 35   | 2014 | Đang chờ      |
| KCC Welltz Tower 1                      | 150           | 39   | 2015 | Đang xây dựng |
| KCC Welltz Tower 2                      | 150           | 39   | 2015 | Đang xây dựng |
| Sindonga Familie Residential Tower 1    | 150           | 41   | 2015 | Đang xây dựng |
| Sindonga Familie Residential Tower 2    | 150           | 41   | 2015 | Đang xây dựng |
| SsangYong Yongsan Platinum Tower A      | 150           | 30   | 2014 | Đang xây dựng |
| SsangYong Yongsan Platinum Tower B      | 150           | 30   | 2014 | Đang xây dựng |

### Đề xuất
| Tên                                         | Cao* m / feet | Tầng | Năm  | Ghi chú      |
| ------------------------------------------- | ------------- | ---- | ---- | ------------ |
| Dream Tower                                 | 665 / 2,181   | 136  | 2016 | Đề xuất      |
| Digital Media City Landmark Building        | 650 / 2,100   | 133  | 2016 | Đề xuất      |
| Hyundai Global Business Center              | 540 / 1,771   | 110  | 2015 | Đã phê duyệt |
| American City Queendom Seoul Landmark Hotel | 250           | 74   | 2014 | Đề xuất      |